# Cali di tensione
Cali di tensione è un singolo del rapper italiano Frankie hi-nrg mc, pubblicato nel 1995 dalla BMG Ariola Spa.

## Il brano
La canzone, con poche altre, si distanzia un po' dall'atmosfera cupa del disco, infatti presenta ritmi e testi più allegri. A proposito della canzone, Frankie ha dichiarato, in un'intervista di Aelle: 

La canzone parla principalmente della musica di Frankie in maniera un po' scanzonata, lasciando spazio anche a dei sottili ed ironici riferimenti verso altri artisti:

Inoltre, Frankie lascia intendere delle critiche ad artisti che fanno musica solo per il proprio tornaconto:

## Tracce
Testi di Francesco Di Gesù; edizioni musicali BMG Ariola SPA.
1. Cali di tensione – 4:22 (musica: Sebastiano Ruocco, Federico Ferretti)
2. Cali di tensione (Gnivi) – 4:16 (musica: Alberto Brizzi, Marco Capaccioni)
3. Cali di tensione (Gnasti) – 4:49 (musica: Alberto Brizzi, Marco Capaccioni)
4. Cali di tensione (strum.) – 4:22 (musica: Sebastiano Ruocco, Federico Ferretti)
5. Cali di tensione (Gnivi strum.) – 4:16 (musica: Alberto Brizzi, Marco Capaccioni)
6. Cali di tensione (Gnasti strum.) – 4:49 (musica: Alberto Brizzi, Marco Capaccioni)

## Formazione
- Frankie hi-nrg mc – rapping, cori
- Francesco "Ciccio" Bruni – chitarra
- Lino De Rosa – basso
- Alberto Brizzi – tastiera
- Francesco "Cisca" Boccacci – batteria
- Peppe Stefanelli – percussioni
- Federico "DJ Stile" Ferretti – giradischi
- Ice One, Beffa – cori